# Tunnel van Furfooz
De tunnel van Furfooz is een spoortunnel in Furfooz, een deelgemeente van Dinant. De tunnel heeft een lengte van 459 meter. De dubbelsporige spoorlijn 166 gaat door deze tunnel.